# Dubrovitsy
Dubrovitsy ( russo:Дубровицы) é uma vila da Rússia. Está localizada na província de Oblast de Moscovo, na parte ocidental do país, 40 km ao sul da capital do país, Moscovo está localizada 143 metros acima do nível do mar e tem um índice populacional de 5,000.
As terras ao redor de Dubrovitsy são na sua maioria planas. Dubrovitsy está localizada num vale. O ponto mais alto da área tem uma altitude de 182 metros e fica 1.9 km a noroeste de Dubrovitsy. Há cerca de 3,249 pessoas por quilômetro quadrado na área ao redor de Dubrovitsy, uma densidade populacional elevada. A cidade maior mais próxima é Podol'sk, a 4.6 km a leste de Dubrovitsy.
O clima é hemiboreal. A temperatura média é de 2 °C. O mês mais quente é julho, com 20 °C, e o mais frio fevereiro, com mínimas de −16 °C.
Na vila destacam-se alguns complexos como a Igreja do Sinal da Santa Mãe de Deus em Dubrovitsy, um monumento arquitetónico barroco (federal).